# Meloemorpha
Meloemorpha är ett släkte av skalbaggar. Meloemorpha ingår i familjen långhorningar.
Kladogram enligt Catalogue of Life:
| Meloemorpha | \| \| Meloemorpha aliena \| \| \| \| \| \| Meloemorpha anomala \| \| \| \| |
|             | \| \| Meloemorpha aliena \| \| \| \| \| \| Meloemorpha anomala \| \| \| \| |
|             | Meloemorpha aliena                                                         |
|             |                                                                            |
|             | Meloemorpha anomala                                                        |
|             |                                                                            |